# 10354 Guillaumebudé
10354 Guillaumebudé eller 1993 BU5 är en asteroid i huvudbältet som upptäcktes den 27 januari 1993 av den belgiske astronomen Eric W. Elst vid CERGA-observatoriet. Den är uppkallad efter den franske vetenskapsmannen Guillaume Budé.
Asteroiden har en diameter på ungefär 13 kilometer.